# 習体制
習体制（しゅうたいせい）とは、2022年10月の中国共産党第二十回全国代表大会において中国共産党のトップに習近平総書記が選出され、3期目の習近平政権が発足した。7人の最高指導部は習に近いメンバーで占められ、一強体制の船出となる。

## 主要な成員
1. 習近平（中国共産党中央委員会総書記・中華人民共和国主席・中央軍事委員会主席）
2. 李　強（中華人民共和国国務院総理）
3. 趙楽際（全国人民代表大会常務委員会委員長）
4. 王滬寧（中国人民政治協商会議全国委員会主席）
5. 蔡　奇（中国共産党中央書記処書記）
6. 丁薛祥（中華人民共和国国務院副総理）
7. 李　希（中国共産党中央規律検査委員会書記）
8. 韓　正（中華人民共和国副主席）

## 党総書記・国務院総理

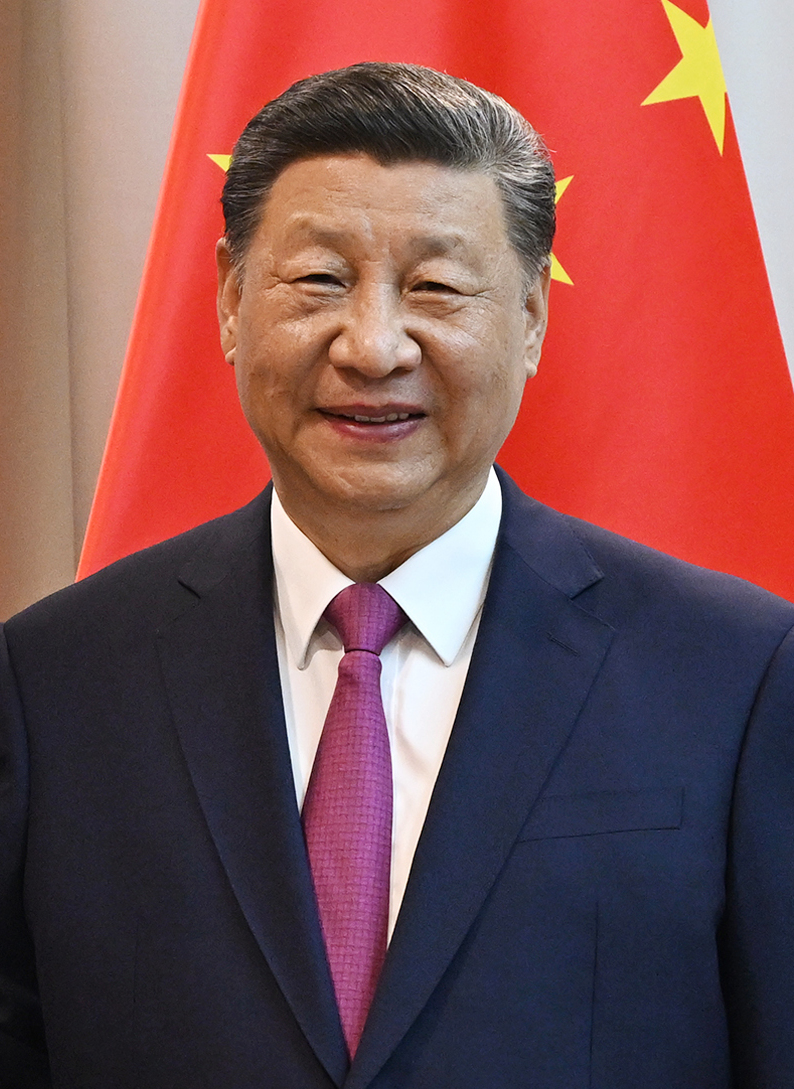
CHN 習近平総書記（最高指導者）
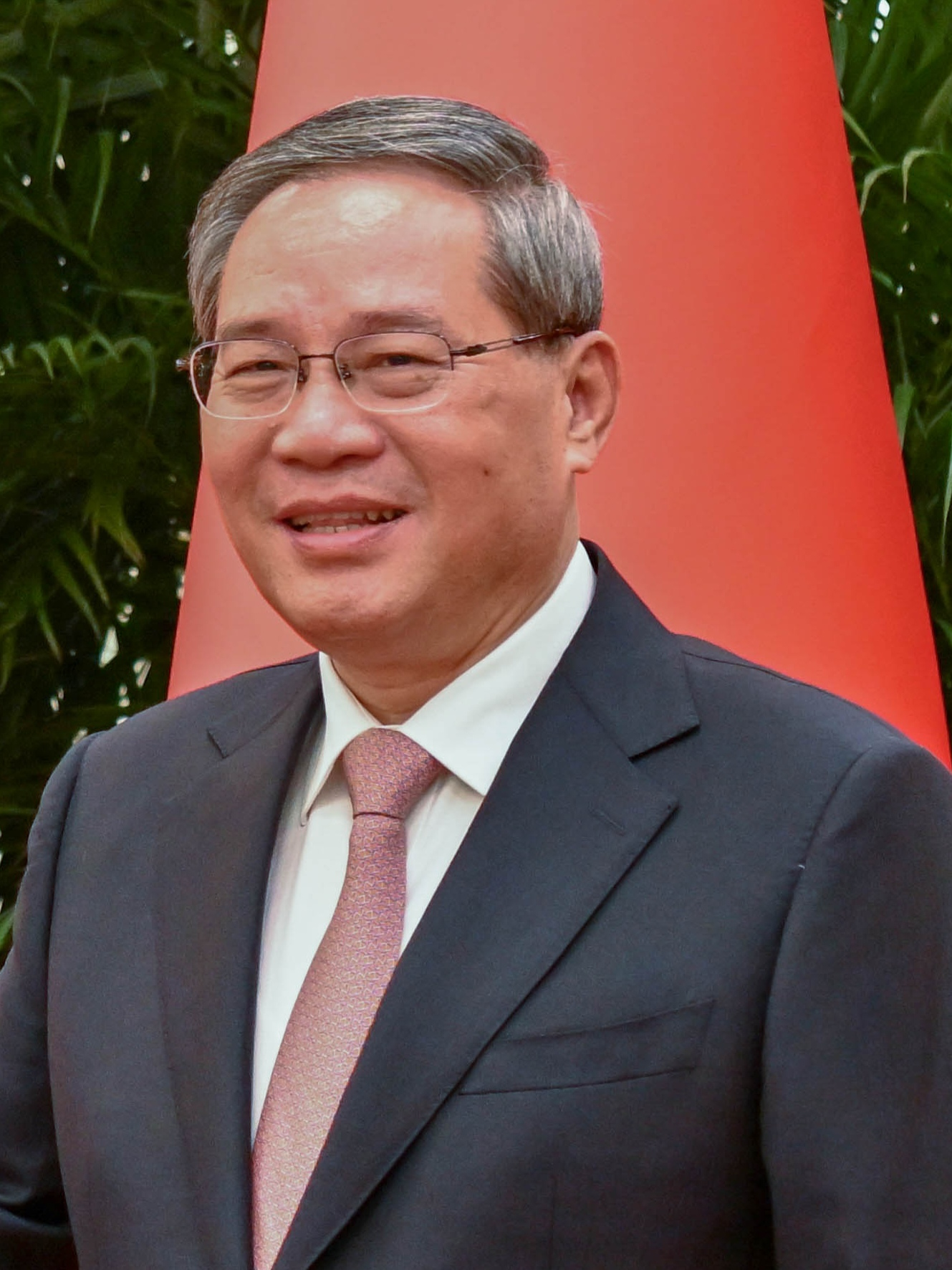
CHN 李強総理（首相）

- 中国
習近平総書記（最高指導者）
- 中国
李強総理（首相）

## 非習近平派の処遇

### 失脚
かつては孫政才（重慶市党委員会書記）もこの世代の国務院総理（首相）有力者とされていたが、習近平による汚職摘発運動により失脚した。

### 降格
2022年10月に第20回党大会が開催されるまでは国務院副総理の胡春華が次期国務院総理（首相）の有力候補と見做されていたが、同大会で中央政治局委員から降格となったことは驚きを持って受け止められ、党大会の閉会式で前党総書記の胡錦濤が途中退席する一因になったとされている。